# Togoperla canilimbata
Togoperla canilimbata är en bäcksländeart som först beskrevs av Günther Enderlein 1909.  Togoperla canilimbata ingår i släktet Togoperla och familjen jättebäcksländor. Inga underarter finns listade i Catalogue of Life.